# 403 Cyane
A 403 Cyane (ideiglenes jelöléssel 1895 BX) a Naprendszer kisbolygóövében található aszteroida. Auguste Charlois fedezte fel 1895. május 18-án.